# Чарнкув
Чарнкув (пол. Czarnków) — город в Польше, входит в Великопольское воеводство, Чарнковско-Тшчанецкий повят. Имеет статус городской гмины. Занимает площадь 9,7 км². Население 11 464 человек (на 2004 год).

## Культура
В городе Чарнкув установлен танк-памятник «Колхозник Переславщины».

## Фотографии

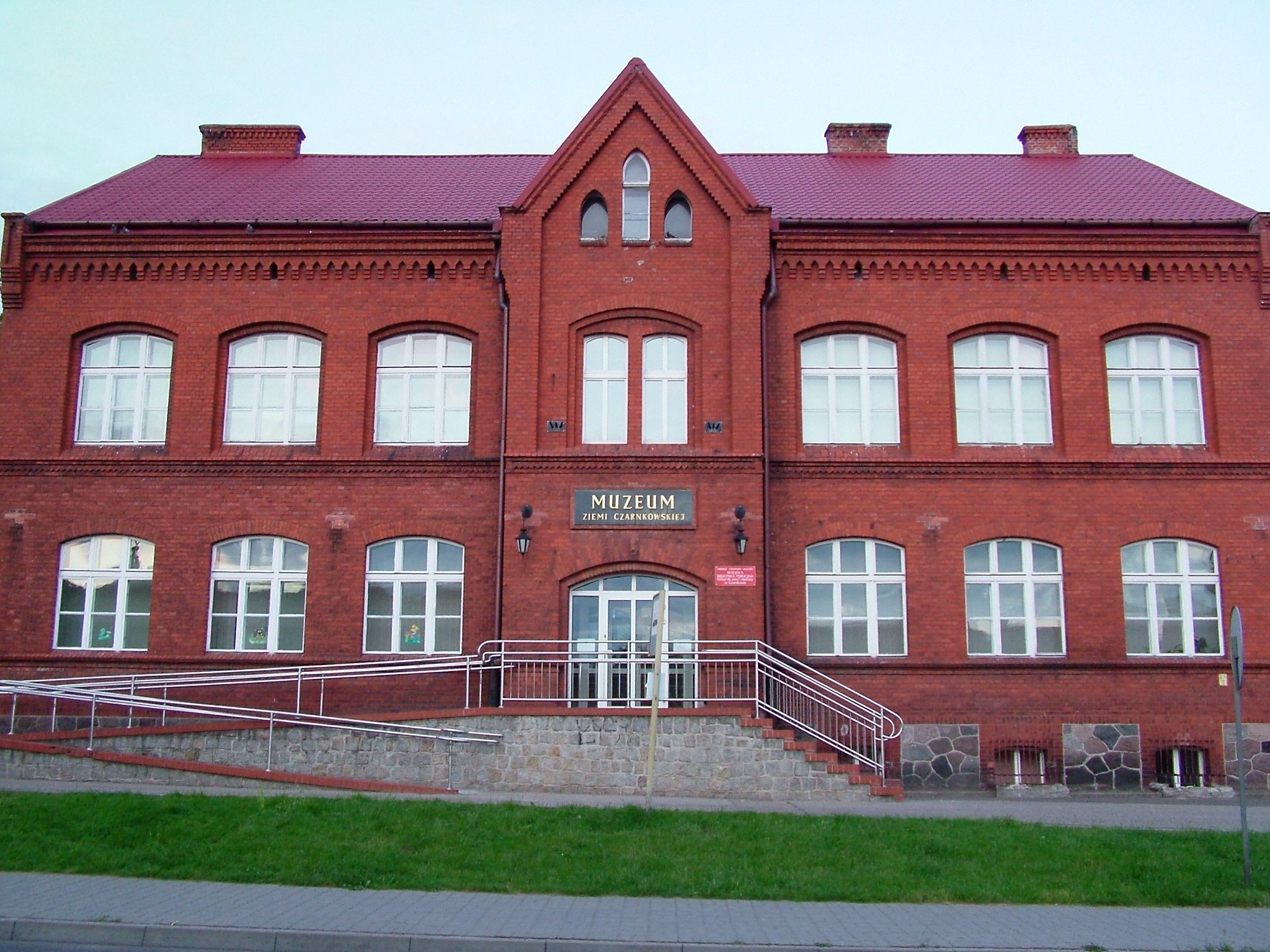
Музей
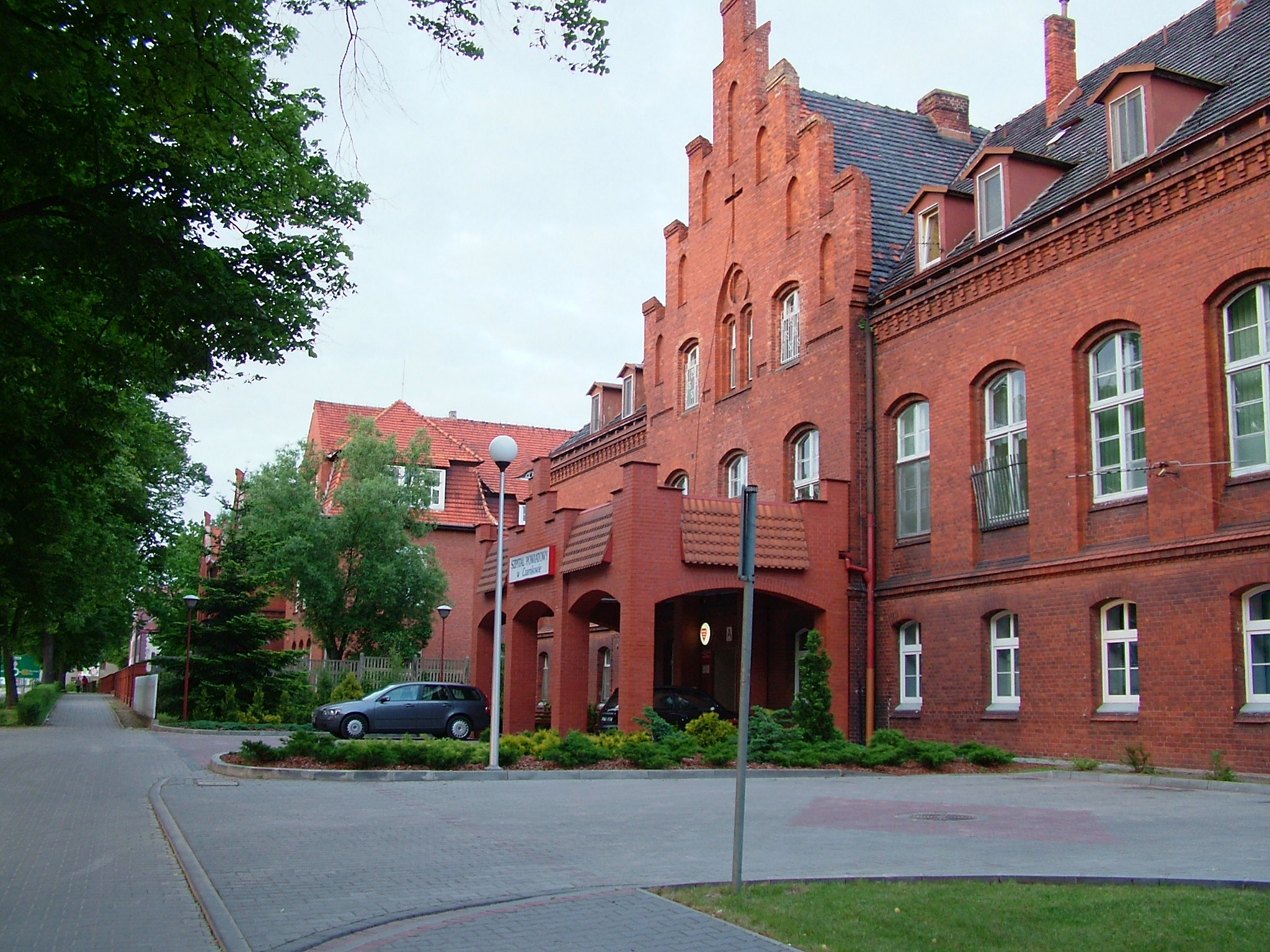
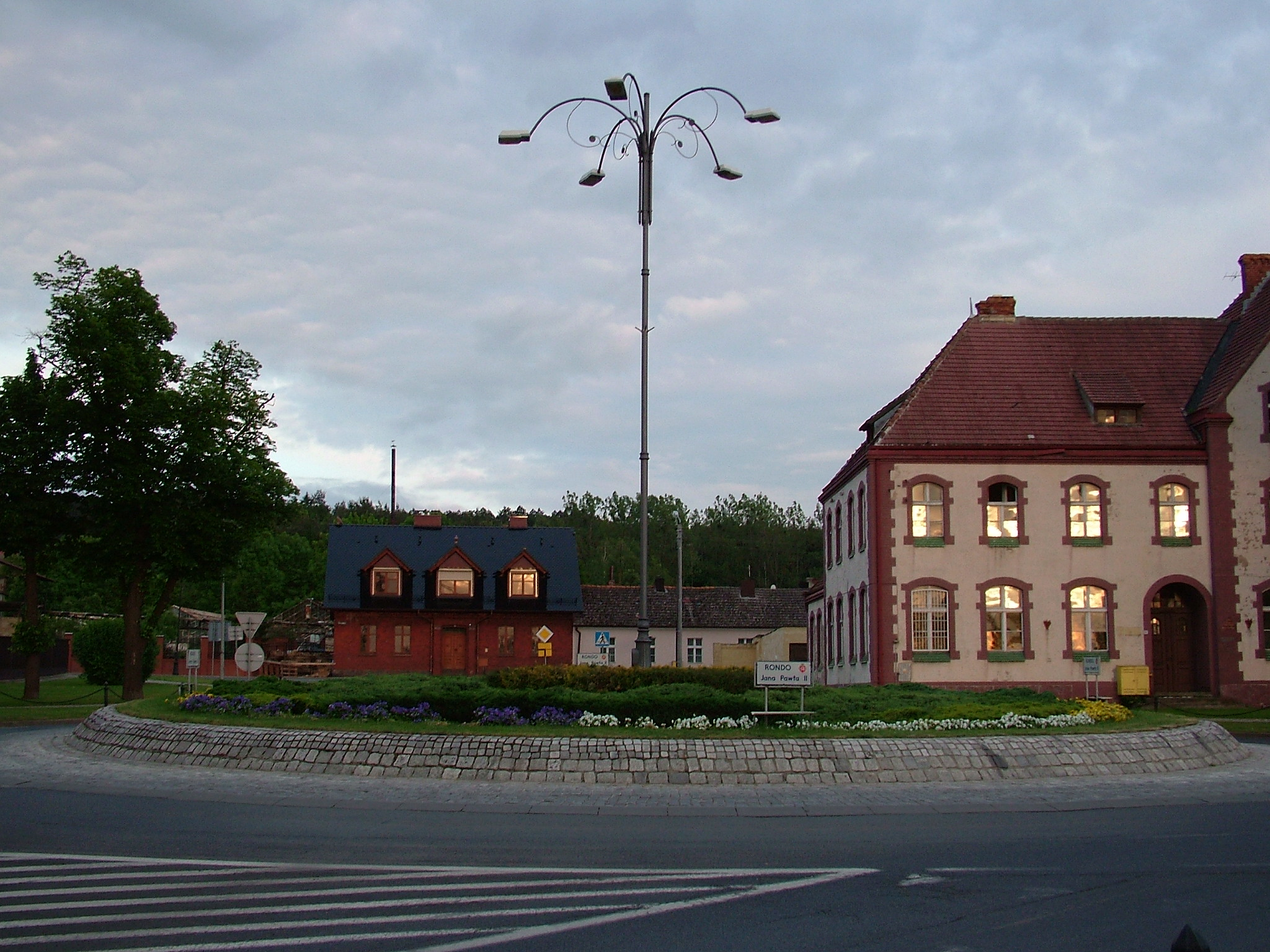
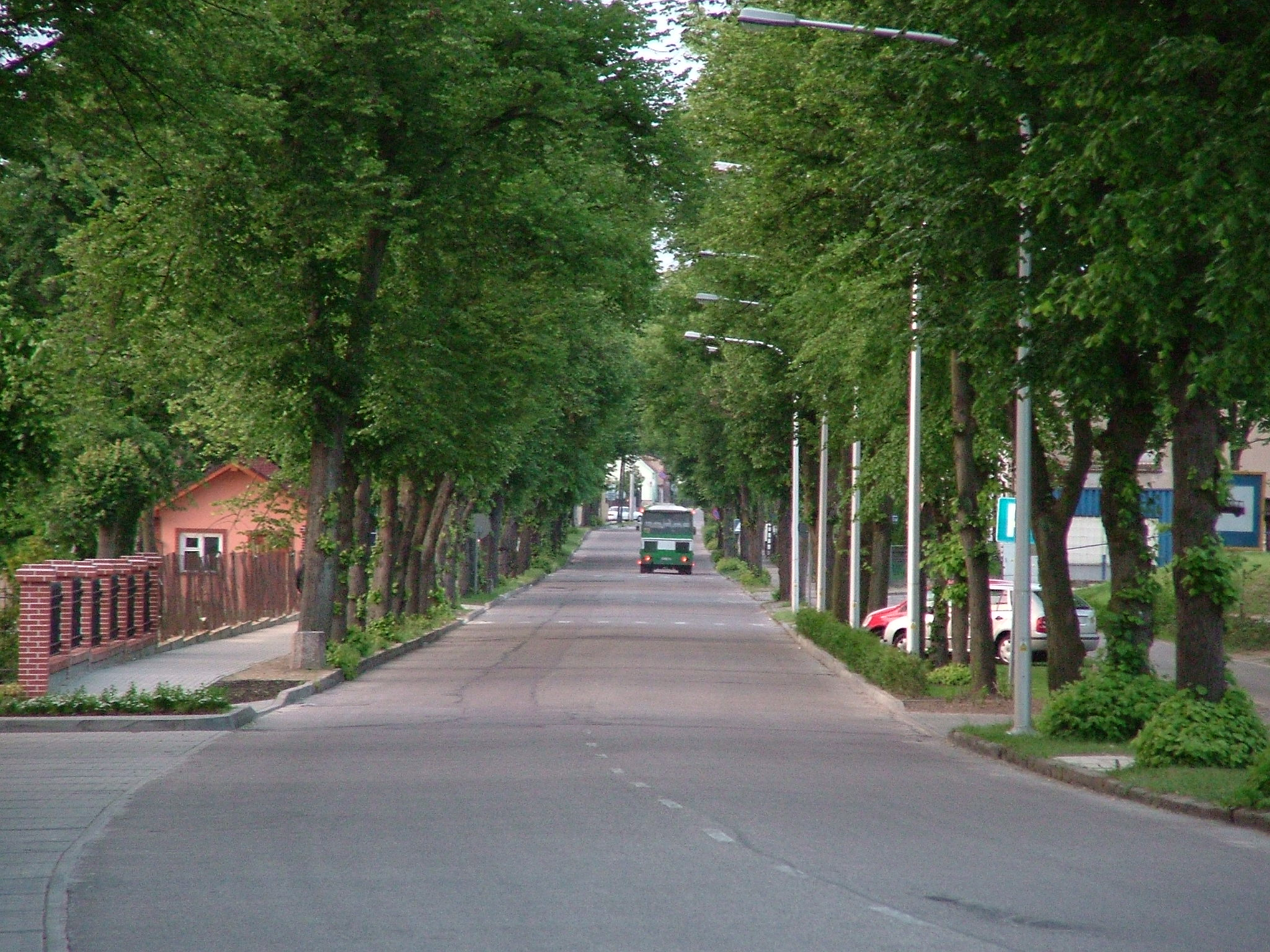
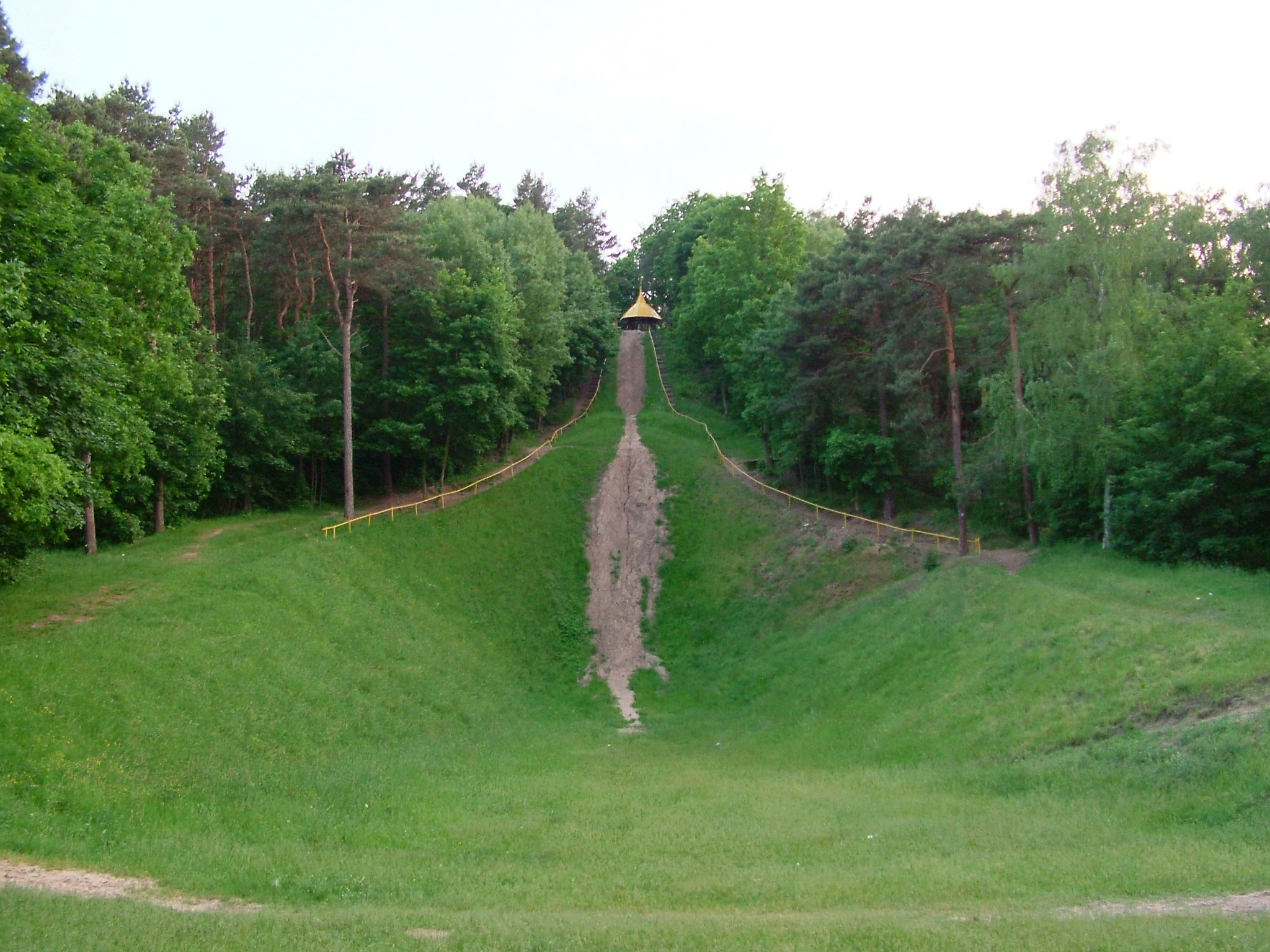
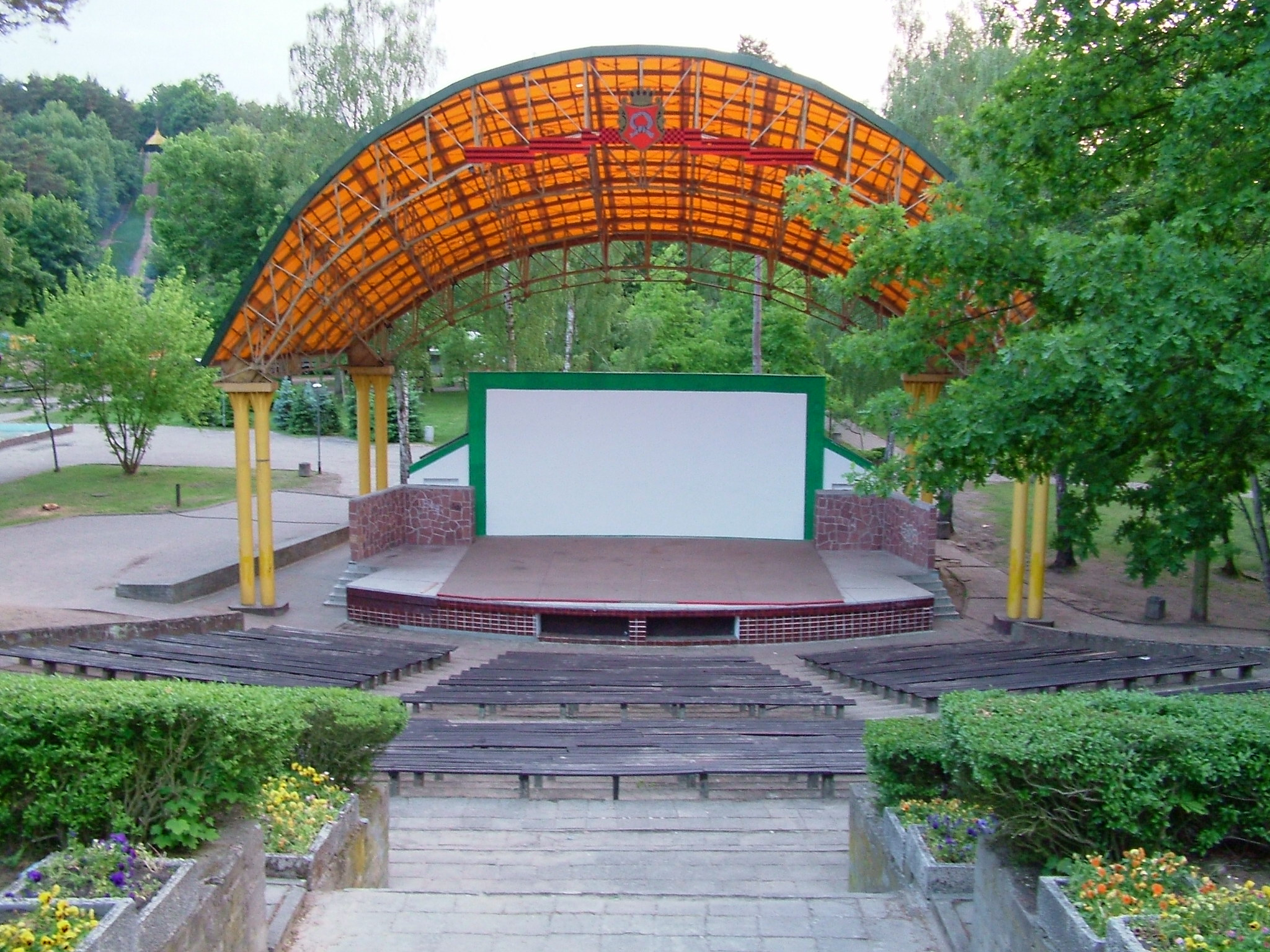
Парк
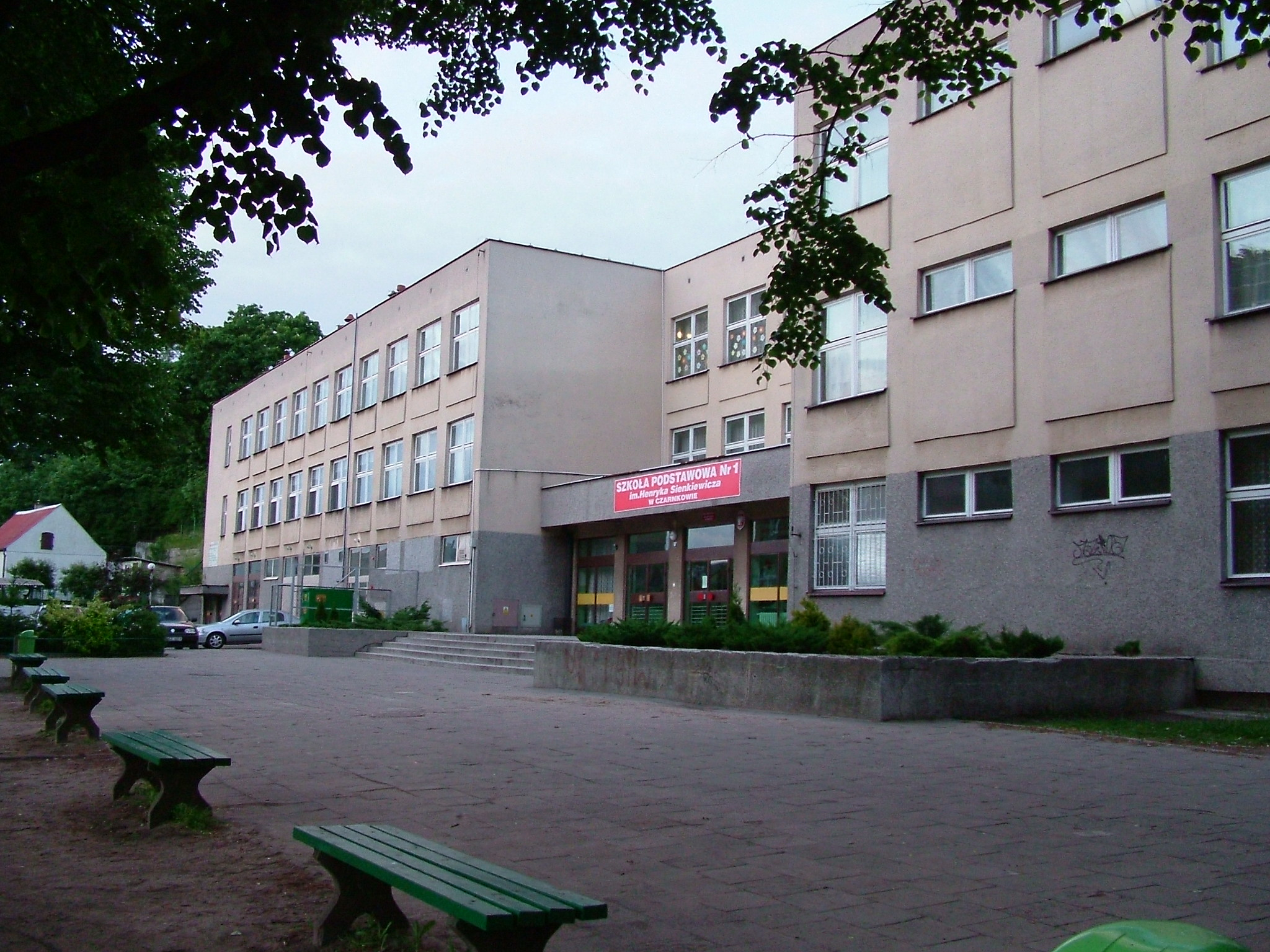
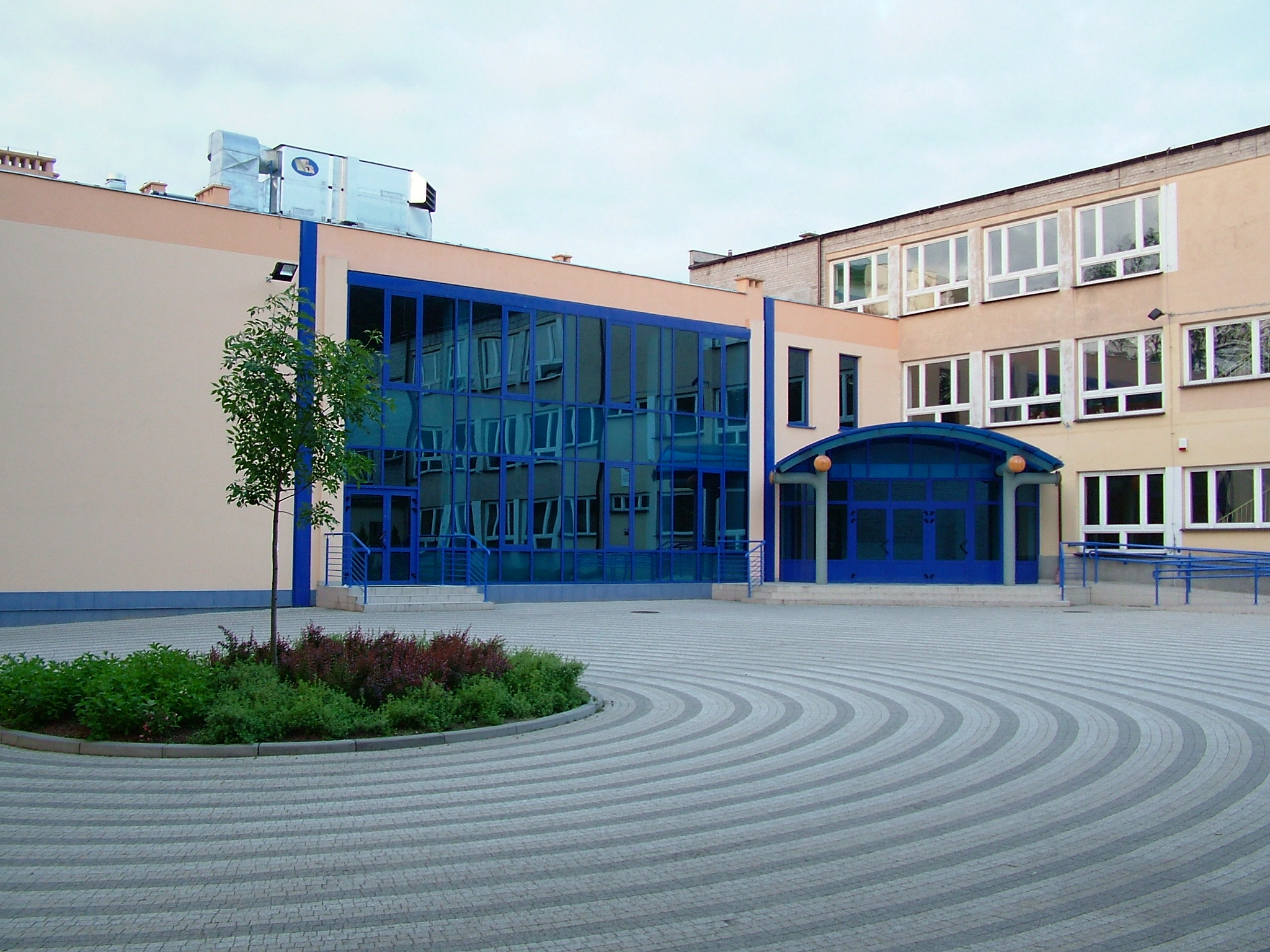